# 隐蜂鸟亚科
隐蜂鸟亚科（学名：Phaethornithinae）是蜂鸟科的一个亚科，包括6属37种，分布在墨西哥南部、中美洲、南美洲，最南到阿根廷北部。